# 가미이치정 (나라현)
가미이치정(上市町)은 나라현 요시노군에 설치되었던 정이다. 현재의 요시노정에 해당한다.